# 東大分村
東大分村（ひがしおおいたむら）は、大分県大分郡にあった村。現在の大分市の一部にあたる。

## 地理
大分川とその支流・裏川の流域に位置していた。
- 海洋：別府湾

## 歴史
- 1889年（明治22年）4月1日、町村制の施行により、大分郡津留村、今津留村、萩原村、牧村が合併して村制施行し、東大分村が発足[1][2]。旧村名を継承した津留、今津留、萩原、牧の4大字を編成[2]。
- 1893年（明治26年）10月14日、大洪水（明治26年の台風）で大きな被害を受けた[2]。
- 1922年（大正11年）4月1日、大分川左岸地区を1万円で譲与し大分市に編入[1][2]。
- 1939年（昭和14年）8月15日、大分市に編入され廃止[1][2]。

## 産業
- 農業[4]、製塩[4]